# برو گریر
برو گریر (انگلیسی: Breaux Greer؛ زادهٔ ۱۹ اکتبر ۱۹۷۶) پرتاب‌گر نیزه اهل ایالات متحده آمریکا بود.
وی در مسابقات کشوری و بین‌المللی در مجموع برندهٔ ۱ مدال برنز شده‌است.